# Max Stendebach
Max Stendebach (* 11. Jänner 1892 in Leipzig; † 18. Dezember 1984 in Sankt Veit an der Glan) war ein österreichisch-deutscher Offizier und Politiker (VdU/FPÖ). Von 1952 bis 1956 war er Bundesparteiobmann des VdU und von 1953 bis 1959 Abgeordneter zum Nationalrat.

## Leben
Stendebach besuchte ab Ostern 1902 in seiner Geburtsstadt das König-Albert-Gymnasium, wo er 1911 das Abitur ablegte. Im Deutschen Kaiserreich wurde er Offizier. Nach dem Ersten Weltkrieg wechselte er ins zivile Leben, studierte von 1919 bis 1924 Sozial- und Wirtschaftswissenschaften und arbeitete am Institut für Kulturmorphologie. Während der Zeit der Weimarer Republik war er zwischen 1924 und 1928 Mitglied der DNVP. Stendebach machte 1929 eine landwirtschaftliche Ausbildung und übersiedelte zu Beginn der 1930er Jahre als Landwirt nach Österreich, wo er ein Gut in Oberkärnten bewirtschaftete.
Im Zweiten Weltkrieg war Stendebach erneut als aktiver Offizier eingesetzt. Als Oberstleutnant und Kommandeur des Gebirgsjäger-Regiments 85, welches im Rahmen der 5. Gebirgs-Division auch bei der Belagerung von Leningrad eingesetzt war, erhielt er im Jänner 1943 das Deutsche Kreuz in Gold. Sein letzter Dienstgrad war Oberst.
Nach dem Krieg engagierte sich Stendebach, der 1947 österreichischer Staatsbürger geworden war, im Verband der Unabhängigen (VdU) und kandidierte 1952 erfolglos gegen Otto Scrinzi um das Amt des Kärntner Landesparteiobmanns. Am 29. Oktober 1952 wurde er als Kompromisskandidat zwischen dem liberalen und dem deutschnationalen Flügel Bundesobmann des VdU, nachdem der liberale Kurs des bisherigen Obmanns Herbert A. Kraus zu heftigen internen Streitigkeiten geführt hatte. Nach der Nationalratswahl 1953 erhielt er ein Mandat. Zusammen mit Anton Reinthaller von der radikaleren deutschnationalen Freiheitspartei verabredete Stendebach im Oktober 1955 eine Vereinigung der beiden Parteien. Bei der Gründung der FPÖ im Jahr 1956 war Stendebach Mitglied des Proponentenkomitees; der Name „Freiheitliche Partei Österreichs“ geht auf seinen Vorschlag zurück. Bei der Nationalratswahl 1956 wurde er als einer von sechs FPÖ-Kandidaten wiedergewählt und gehörte dem Parlament bis 1959 an.